# Euryglossina oenpelli
Euryglossina oenpelli là một loài Hymenoptera trong họ Colletidae. Loài này được Exley mô tả khoa học năm 1982.